# Kuantan 188
Der Kuantan 188 ist ein 188 Meter hoher Aussichts- und Restaurant- und Sendeturm in der gleichlautenden malaysischen Stadt Kuantan. Der Turm steht im Süden der Großstadt inmitten einer Grünanlage am Ufer des Flusses Sungai Kuantan kurz vor dessen Mündung. Nach dem Menara Kuala Lumpur ist der Kuantan 188 der zweithöchste Turm des Landes.

## Bau
Die Bauarbeiten zum Kuantan 188 begannen am 3. August 2017 und wurden am 31. Juli 2019 beendet. Die offizielle Einweihung fand am 21. Februar 2021 statt.

## Beschreibung
Der sich nicht verjüngende Turmschaft aus Beton wächst aus einem breiten Basishaus mit Flachdach. An der Außenseite des Turmschaftes befindet sich der Fahrstuhlschacht aus Eisen und Glas. Der Turmkorb besteht aus insgesamt sechs Geschossen. Auf 92 Meter befindet sich das Aussichtsgeschoss, auf 98 Meter ein Turmrestaurant und auf 104 Metern, auf dem Dach des Turmkorb unter freiem Himmel, eine Freiluftplattform. Der Turmkorb hat die Form eines Kegelstumpfs, dessen Durchmesser sich nach oben leicht vergrößert. Daran schließen sich zwei aufgesetzte Kegelstümpfe an, deren Durchmesser nach oben kleiner werden. Diese Betriebsgeschosse bilden die Basis für den Gittermast-Antennenträger. Dieser verjüngt sich zur Spitze hin.
Auf dem Dach des Turmkorbs wird ein Skywalk als Attraktion für Touristen angeboten. Zudem kann sich der Besucher von dort zum Boden abseilen lassen.